# Horridipamera robusta
Horridipamera robusta är en insektsart som beskrevs av Mali B. Malipatil 1978. Horridipamera robusta ingår i släktet Horridipamera och familjen Rhyparochromidae. Inga underarter finns listade i Catalogue of Life.